# Double suicide à Amijima
Pour plus de détails, voir Fiche technique et Distribution.
Double suicide à Amijima (心中天網島, Shinjū: Ten no Amijima) est un film réalisé par Masahiro Shinoda en 1969, basé sur la pièce Suicides d'amour à Amijima (1721) de Monzaemon Chikamatsu.

## Liminaire
Alors que la pièce est souvent représentée dans le style bunraku (c'est-à-dire avec marionnettes), dans le film, l'histoire est jouée avec des acteurs. Il y est également fait appel à certaines traditions théâtrales japonaises telles que les kuroko (machinistes entièrement habillés en noir) qui invisiblement interagissent avec les acteurs, ce qui a pour effet de casser l'illusion de réalisme.

## Le film
Le film s'ouvre sur les préparatifs des kuroko pour une présentation moderne d'un spectacle de marionnettes tandis qu'une voix off se fait entendre, probablement celle du directeur, appelant au téléphone pour trouver un emplacement pour l'avant-dernière scène du suicide des amants. Bientôt les marionnettes sont remplacées par des acteurs humains, et dès lors l'action se déroule d'une manière naturaliste, sauf quand, de temps en temps, les kuroko interviennent pour accomplir des changements de scène ou augmenter l'intensité dramatique de l'action qui conduit les deux amants à leur double suicide.
Les ensembles stylisés ainsi que les costumes et accessoires d'époque rendent simultanément une théâtralité classique et la modernité contemporaine. Les rôles de Koharu la prostituée, et de l'épouse délaissée, Osan, sont interprétés par la même actrice Shima Iwashita.

## Fiche technique
- Titre : Double suicide à Amijima
- Titre original : 心中天網島 (Shinjū: Ten no Amijima?)
- Réalisateur : Masahiro Shinoda
- Scénario : Taeko Tomioka, Tōru Takemitsu et Masahiro Shinoda, d'après la pièce Suicides d'amour à Amijima (1721) de Monzaemon Chikamatsu
- Photographie : Tōichirō Narushima
- Montage : Masahiro Shinoda
- Décors : Kiyoshi Awazu
- Son : Hideo Nishizaki
- Musique : Tōru Takemitsu
- Société de production : Art Theatre Guild, Hyogen-sha
- Pays d'origine :  Japon
- Langue originale : japonais
- Format : noir et blanc - 1,37:1 - 35 mm[1]
- Genre : drame
- Durée : 103 minutes[1] (métrage : huit bobines - 2 833 m[2])
- Date de sortie :
  - Japon : 24 mai 1969[2]

## Distribution
- Kichiemon Nakamura : Jihei
- Shima Iwashita : Koharu / Osan
- Shizue Kawarazaki : la mère d'Osan
- Tokie Hidari : Osugi
- Sumiko Hidaka : la propriétaire
- Yûsuke Takita : Magoemon
- Hôsei Komatsu : Tahei
- Takashi Sue : propriétaire du magasin
- Masashi Makita : invité
- Makoto Akatsuka : Sangorō
- Unko Uehara : Otama
- Shinji Tsuchiya : Kantarō
- Kaori Tozawa : Osue
- Yoshi Katō : Gosaemon
- Kamatari Fujiwara : Denbei
- Jun Hamamura :

## Distinctions

### Récompenses
- 1970 : prix Mainichi du meilleur film, de la meilleure actrice pour Shima Iwashita, de la meilleure musique de film pour Tōru Takemitsu et du meilleur son pour Hideo Nishizaki[3]
- 1970 : prix Kinema Junpō du meilleur film, du meilleur réalisateur pour Masahiro Shinoda et de la meilleure actrice pour Shima Iwashita[4]

## DVD
Ce film est sorti en DVD en japonais avec sous-titres anglais en région 1 le 30 janvier 2001. Wild Side Video sort un coffret « Masahiro Shinoda » contenant quatre films dont Double suicide à Amijima le 26 juin 2007.